# Ahmed Akaïchi
Ahmed Akaïchi (arabisch أحمد العكايشي, DMG Aḥmad al-ʿAkāyišī; * 23. Februar 1989 in Bizerta) ist ein tunesischer Fußballspieler.

## Karriere
In der Jugend spielte Ahmed Akaïchi bei seinem Heimatverein Club Athlétique Bizertin mit einem zweijährigen Intermezzo beim Hauptstadtverein Club Africain Tunis. Danach ging er nach Sousse und schloss sich dem Erstligisten und vormaligen Meister Étoile Sportive du Sahel an. Dort wurde er innerhalb kurzer Zeit zum Topstürmer, erzielte in der Saison 2009/10 bereits elf Tore in 20 Spielen und wurde mit vierzehn Toren in 23 Spielen im Jahr darauf Torschützenkönig.
Sein Erfolg brachte ihm auch schnell die Berufung in die tunesische Nationalmannschaft. Sein erstes großes Turnier war die Fußball-Afrikameisterschaft 2010, bei der er zweimal zum Einsatz kam.
Bereits Ende 2010 interessierte sich Fortuna Düsseldorf für das Sturmtalent, eine Verpflichtung kam jedoch nicht zustande. Zu Beginn der Zweitligasaison 2011/12 hatte dann der FC Ingolstadt 04 nach torlosem Auftakt Bedarf im Angriff und verpflichtete zum dritten Spieltag den Tunesier. Obwohl die Ablösesumme für Akaïchi nicht offiziell bekannt gegeben wurde, soll sie bei mindestens 500.000 Euro gelegen haben, womit dies die teuerste Verpflichtung der Vereinsgeschichte für die Schanzer gewesen ist.
Akaïchi wechselte im Januar 2013 wieder nach Tunesien zu Espérance Tunis.
2015 wechselte Akaichi ablösefrei zu Étoile du Sahel, im Jahr darauf zu Al-Ittihad Jeddah, wo er zwei Jahre spielte. Danach begann eine Reihe kurzer Engagements, die bis 2021 anhielten. Dabei spielte er in Tunesien, Saudi-Arabien, Katar, Libanon und Kuwait.

## Erfolge
- Torschützenkönig der tunesischen Ligue 1 2010/11